# Николай Бакърджиев
Николай Бакърджиев е бивш български футболист, полузащитник. Играл е за Ботев (Враца) (1962 – 1972). Има 209 мача и 21 гола в А група. Бронзов медалист през 1971 г. с Ботев (Враца). Има 3 мача за Б националния отбор. За купата на УЕФА е изиграл 2 мача.